# جبال توكسون
جبال توكسون (O'odham: Cuk Doʼag) هي سلسلة جبلية صغيرة تقع غرب توكسون، أريزونا. تعد جبال توكسون، بما في ذلك قُنة واسون، وهي واحدة من أربع سلاسل جبلية بارزة تحيط بحوض توكسون. تقع جبال سانتا كاتالينا في الشمال الشرقي، وتقع جبال رينكون إلى الشرق من توكسون، وتقع جبال سانتا ريتا في الجنوب. بالإضافة إلى جبال سيريتا التي تقع جنوبًا، وتقع جبال روسكروغ في الغرب عبر وادي أفرا، وتقع جبال سيلفر بيل في الشمال الغربي، وتقع جبال تورتوليتا في الشمال عبر نهر سانتا كروز.